# Peder Hansen (politiker, 1812-1861)
 Der er flere personer med dette navn, se Peder Hansen.
Peder Hansen (født 2. marts  1812 i Salløv ved Køge, død 15. juni 1861) var en dansk gårdmand og politiker.
Hansen var arvegårdfæster i Snoldelev-Hastrup 1833-1860 og var tilknyttet Bondevennernes Selskab.
Ved folketingsvalget i 1852 stillede han op som modkandidat i Københavns Amts 4. valgkreds (Køgekredsen) til juristen A.F. Krieger, der havde været folketingsmand for kredsen siden det første valg i 1849. Krieger regnede med at vinde sikkert, men resultatet blev et andet. Krieger tabte valget, og Peder Hansen blev valgt ind i Folketinget. Selvom Krieger havde opbakning fra stort set alle borgere i Køge, var det blevet opvejet af støtten til Hansen i landområderne. Årsagen til nederlaget skal findes i tidens spørgsmålet om fæstegodsets overgang til selveje. Skulle selveje indføres ved en tvangslov eller skulle man gennem forskellige foranstaltninger lette en frivillig overgang. Krieger havde stemt imod en lov om tvungen overgang, hvilket havde gjort ham så upopulær blandt almuen.
Nederlaget gjorde Kriegers tilhængere så rasende, at de ville prygle Peder Hansen, der måtte hjælpes ud af byen gennem C.F. Petersens gård og ud over tømmerpladsen til Gammelkøge. Politimesteren måtte tre gange opfordre til orden i lovens navn, før balladen drev over. Forinden nåede købmand C.F. Petersen dog at få slået et par ruder ud i sin butik.
Peder Hansen blev genvalgt i februar og maj 1853, men forlod tinget i december 1854. Hans navn levede videre i den nedsættende betegnelse "en snoldelever", der måske er opfundet af Carl Ploug. Det blev et navn for en mindre begavet person; et fæhoved, som var uværdig til at sidde i en lovgivende forsamling.